# Mokdad Ounis
Mokdad Ounis (18 de mayo de 1983) es un deportista alemán que compitió en taekwondo. Ganó una medalla de bronce en el Campeonato Mundial de Taekwondo de 2009 y una medalla de bronce en el Campeonato Europeo de Taekwondo de 2010.

## Palmarés internacional
| Campeonato Mundial | Campeonato Mundial      | Campeonato Mundial | Campeonato Mundial |
| Año                | Lugar                   | Medalla            | Categoría          |
| ------------------ | ----------------------- | ------------------ | ------------------ |
| 2009               | Copenhague (Dinamarca)  | Medalla de bronce  | –74 kg             |
| Campeonato Europeo |                         |                    |                    |
| Año                | Lugar                   | Medalla            | Categoría          |
| 2010               | San Petersburgo (Rusia) | Medalla de bronce  | –74 kg             |